# Sierakowo (powiat golubsko-dobrzyński)
Sierakowo – wieś w Polsce położona w województwie kujawsko-pomorskim, w powiecie golubsko-dobrzyńskim, w gminie Kowalewo Pomorskie.

## Podział administracyjny
Wieś królewska Sierakow położona była w 1662 roku w starostwie kowalewskim. W latach 1975–1998 miejscowość należała administracyjnie do województwa toruńskiego.

## Demografia
Według Narodowego Spisu Powszechnego (III 2011 r.) wieś liczyła 337 mieszkańców. Jest dziewiątą co do wielkości miejscowością gminy Kowalewo Pomorskie.

## Historia
Pierwsza wzmianka o wsi pochodzi z roku 1285.

## Kultura i wypoczynek
- Wiejski Dom Kultury
- Szkoła (po pożarze)
- Ogrodzone boisko z profesjonalnymi bramkami